# Jiri Jezek
Jiří Ježek (sinh ngày 16 tháng 10 năm 1974 tại Praha, Cộng hòa Séc) là một người đi xe đạp đường trường và trên đường đua, vận động viên Séc và Paralympic người Séc, người đã giành được huy chương tại ba trận Paralympic 2004, 2008, 2012.

## Sự  nghiệp
Ở tuổi 11, Jiří Ježek mất chân phải dưới đầu gối trong một vụ tai nạn xe hơi và đến năm 20 tuổi, anh đã tham gia đua xe đạp như là một sở thích. Sau năm năm luyện tập vất vả, Ježek bắt đầu nổi lên như một trong những tay đua xe đạp hàng đầu thế giới cưỡi trong loại xe khuyết tật LC2 (khuyết tật vận động) paralymipic. Là một vận động viên nghiệp dư, anh đã thi đấu trong Thế vận hội Paralympic đầu tiên của mình tại Sydney vào năm 2000 giành hai huy chương vàng. Sau thành công này, anh tiếp tục là một tay nghiệp dư nhưng bắt đầu tăng cường chế độ huấn luyện của mình, nâng nó lên một mức độ chuyên nghiệp hơn.
Nhờ sự hỗ trợ của nhà tài trợ, anh đã có thể rời khỏi công việc của mình làm kỹ thuật viên chân tay và bắt đầu sự nghiệp cua rơ chuyên nghiệp. Năm 2004 Ježek giành được vàng trong cuộc đua đường cao tốc Paralympic có uy tín ở Athens. Kể từ đó anh đã tiếp tục đi xe ở mức cao nhất, giành được nhiều danh hiệu vô địch và nhiều cuộc đua. Tại Thế vận hội Paralympic Bắc Kinh 2008 trong khi là đội trưởng của đội Paralympic Quốc gia Séc, anh giành huy chương vàng ở cả việc theo đuổi 4 km và các sự kiện thời gian thử nghiệm.
Phát triển bởi những thành tựu đạp xe của mình tại Paralympic Ježek bắt đầu không chỉ để cạnh tranh với những tay đua khuyết tật khác mà còn với những tay đua chuyên nghiệp có khả năng chịu đựng mà anh ấy thường xuyên đua trong nhiều sự kiện quan trọng trên khắp thế giới. Tổng cộng Ježek thi đấu bất cứ nơi nào giữa 55 và 75 cuộc đua trên toàn thế giới mỗi năm và, bao gồm đào tạo, bao gồm khoảng cách hàng năm giữa 27 và 30 nghìn km. Ở ngoài xe đạp, anh thường xuyên tham gia các công việc khác bao gồm nói chuyện về động lực, hỗ trợ tổ chức từ thiện, tổ chức các cuộc đua xe cho trẻ em và tư vấn cho sự phát triển chân tay giả. Năm 2008, anh đã viết một cuốn tự truyện mang tên "Frajer".
Jiří Ježek đã tuyên bố rằng anh "không chỉ đi xe đạp cho Cộng hòa Séc mà còn cho tất cả những người bị tàn tật của một trong những loại này hay cách khác". Ông được bổ nhiệm làm thành viên của Ủy ban Vận động UCI lần đầu tiên vào năm 2011.
Ježek bị thương nặng trong Giải vô địch thế giới năm UCI 2014 tại Greenville, Nam Carolina, Hoa Kỳ. Anh bị thương ngực sau khi ngã, gãy xương nhiều lần, nhưng đã xuất viện viện cùng tháng.